# Bremond (Teksas)
Bremond je grad u američkoj saveznoj državi Teksas. Prema popisu stanovništva iz 2010. u njemu je živjelo 929 stanovnika.